# مارتا أندرادي
مارتا أندرادي (بالإسبانية: Marta Andrade)‏ هي متزلجة فنية إسبانية، ولدت في 17 مايو 1972 في برشلونة في إسبانيا.

## وصلات خارجية
- مارتا أندرادي على موقع الاتحاد الدولي للتزلج (الإنجليزية)
- مارتا أندرادي على موقع اللجنة الأولمبية الدولية (الإنجليزية)
- مارتا أندرادي على موقع أوليمبيديا (الإنجليزية)
- مارتا أندرادي على موقع اللجنة الأولمبية الإسبانية (الإسبانية)